# Уолламен
Уо́лламен (англ. Wallaman Falls) — водопад типа «каскад» и «конский хвост» в регионе Северный Квинсленд (плато Атертон, зона «Влажные тропики Квинсленда», штат Квинсленд, Австралия). Находится на территории национального парка Гирринган на реке Стоуни-Крик.
Ширина водопада составляет 15 метров, общая высота падения воды — 305 метров, в том числе высота основной части — 268 метров, что делает Уолламен самым высоким водопадом Австралии (294-м в мире). Глубина водоёма, в который низвергается водопад, достигает 20 метров. Расход воды — 3 м³ в секунду. Ежегодно полюбоваться на Уолламен приходит около 100 000 человек. Ближайший к водопаду населённый пункт — городок Трибонн с населением около 320 человек, расположенный примерно в 30 километрах. В связи с воздействием текущей воды на базальтовое основание, высота водопада уменьшается на 40 сантиметров за 100 лет.